# Dilling (Sprache)
Dilling (auch Delen, Warki oder Warkimbe genannt) ist die Sprache des Volkes der Dilling, das um die Ortschaft Dilling in den Nubabergen in Sudan lebt und zu den als „Nuba“ bezeichneten Völkern zählt.
Heute verwenden allerdings viele Dilling stattdessen die arabische Sprache.